# Fasanblatthühnchen

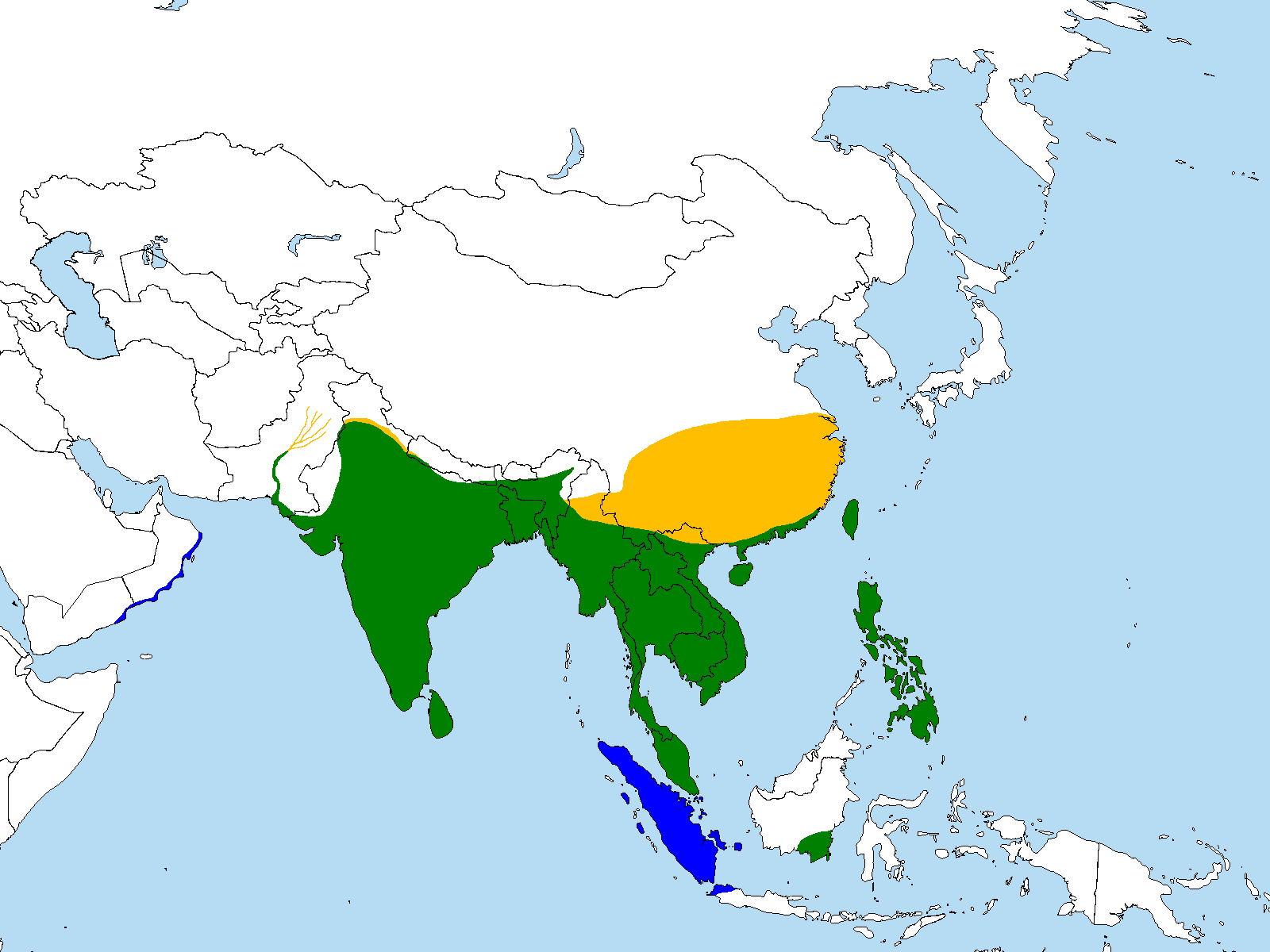
Verbreitungsgebiet des Fasanblatthühnchens

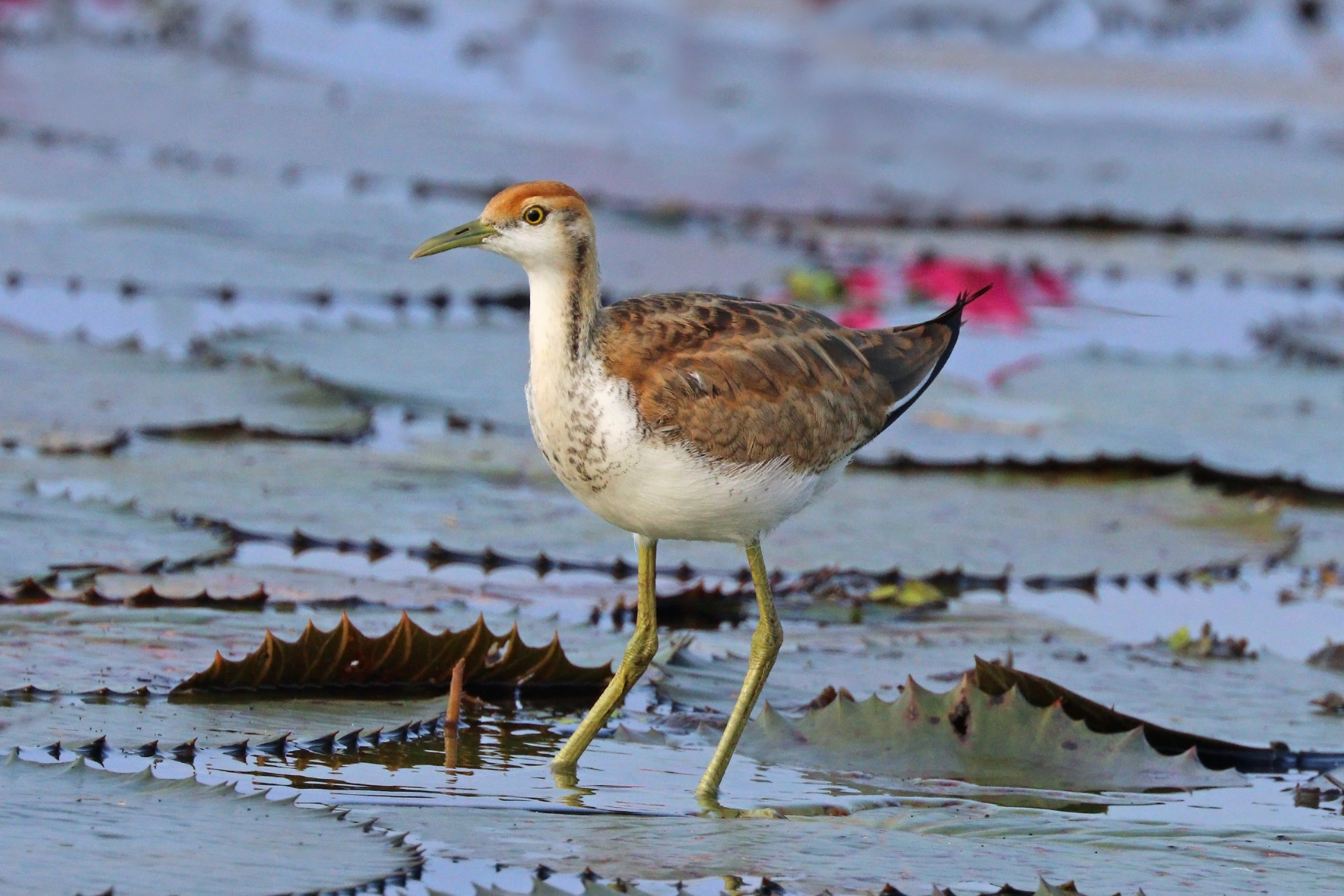
Juveniles Fasanblatthühnchen

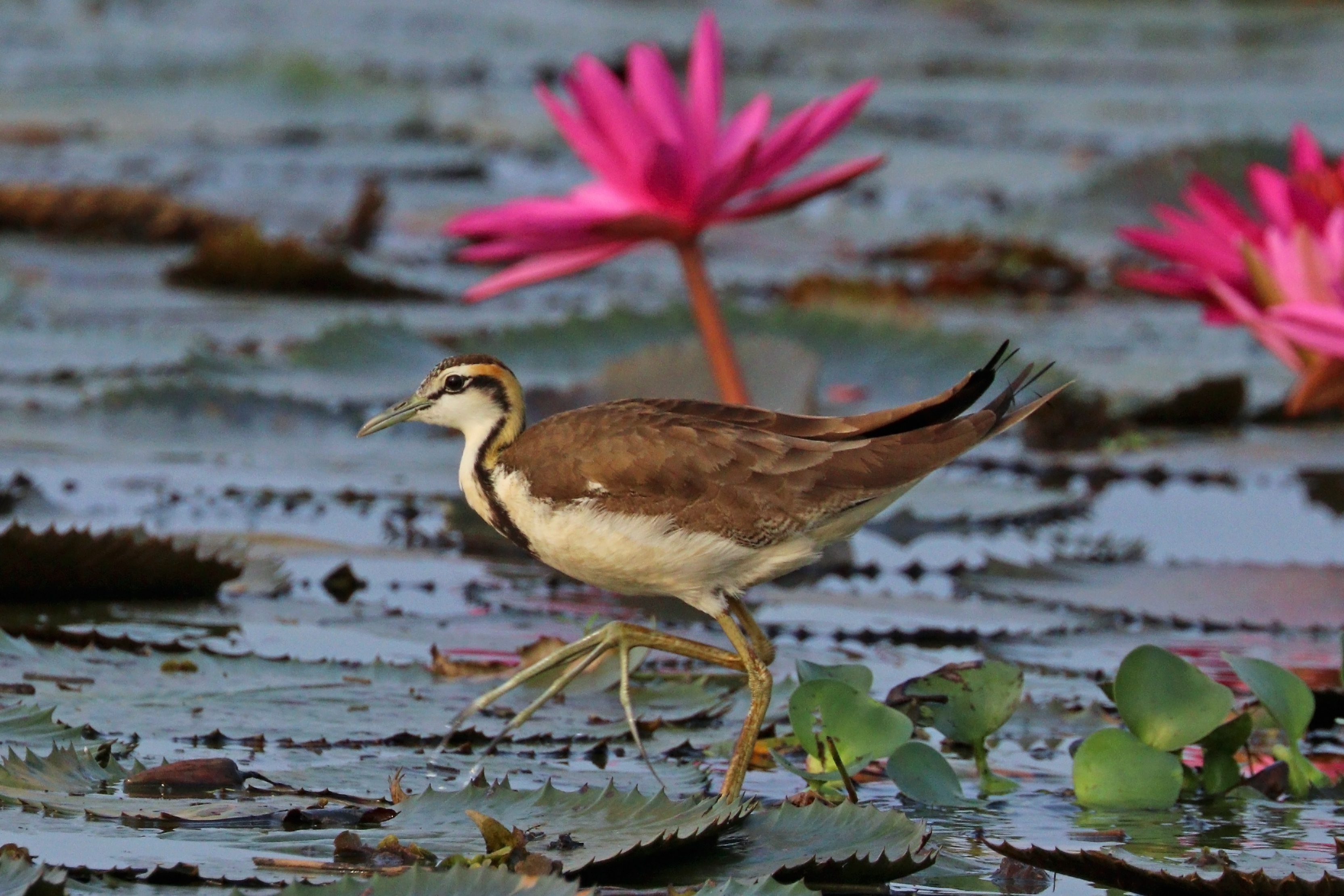
Fasanblatthühnchen im Schlichtkleid

Das Fasanblatthühnchen (Hydrophasianus chirurgus) ist ein in Südostasien beheimateter Vogel aus der Ordnung der Regenpfeiferartigen (Charadriiformes). Es ist der einzige Vertreter der monotypischen Gattung  Hydrophasianus. Innerhalb der Familie der Blatthühnchen fallen die Fasanblatthühnchen durch ihr Prachtkleid auf, das sich im Gegensatz zu den anderen Arten deutlich vom Schlichtkleid unterscheidet. Im Prachtkleid tragen sie einen langen, fasanenartigen Schwanz, der zu dem Namen Fasanblatthühnchen geführt hat. 
Die IUCN stuft das Fasanblatthühnchen als nicht gefährdet (least concern) ein und schätzt den Bestand auf 20.000 bis 33.000 geschlechtsreife Individuen.

## Beschreibung
Im Schlichtkleid erreicht das Fasanblatthühnchen eine Körperlänge von bis zu 31 Zentimeter, im Prachtkleid beträgt die Körperlänge auf Grund des langen Schwanzes bis zu 58 Zentimeter. Die Flügelspannweite beträgt 67 Zentimeter. Es besteht kein ausgeprägter Geschlechtsdimorphismus, die Weibchen sind lediglich etwas größer als die Männchen. Der Schnabel ist in beiden Kleidern blaugrau. Einige Individuen haben eine gelbliche Schnabelbasis.
Im Prachtkleid sind der Kopf, die Stirn und der Vorderhals weiß. Der Nacken ist gelblich bis orangegelb und von einer dünnen schwarzen Linie eingefasst. An der Nackenbasis befindet sich ein großer schwarzer Fleck. Die Körperoberseite ist dunkelbraun. Die Flügeldecken sind weiß. Der Schwanz ist sehr lang und schwarz und fasanenartig gebogen. Die Beine und Füße sind grau, die Zehen extrem lang. Die Iris ist braun.
Im Schlichtkleid sind die Stirn, der Oberkopf, der hintere Nacken und der Mantel rötlich braun. Eine auffällige dunkle Linie verläuft von der Schnabelbasis über das Auge entlang der Nackenseite. Auf der Brust bilden diese zusammenlaufenden Linien ein nur unscharf abgegrenztes Band. Die Nackenseiten sind ansonsten kräftig gelbbraun. Die Körperunterseite ist weiß. Die Iris ist blass gelb.

## Verbreitungsgebiet und Lebensraum
Das Fasanblatthähnchen ist ein verhältnismäßig häufiger Vogel größerer Feuchtgebiete mit Schwimmpflanzenvegetation. Zu den Brutgebieten zählen Pakistan, Indien, Nepal, Bangladesch, Sri Lanka, der Südosten Asiens, Südchina und Taiwan. Innerhalb seines Brutareals wandert das Fasanblatthühnchen, um Trockenheiten auszuweichen. Sein Lebensraum sind abgelegene Teiche, Seen und Marschen.
Die Populationen, die im Norden des Verbreitungsgebietes brüten, ziehen nach der Fortpflanzungszeit weiter nach Süden. Sie kommen dann bis nach Thailand, der malaiischen Halbinsel, auf Sumatra und den Philippinen vor und erreichen auch den Oman und den Jemen. Als Irrgäste kommen sie unter anderem auf Java, Bali, in Südkorea und im Westen Australiens vor.

## Lebensweise
An Gewässern mit reichlich Pflanzenbewuchs, wie Seerosen, Lotus und Wasserhyazinthen, läuft der Vogel mit seinen langen Beinen über Wasserpflanzen. Die Nahrung besteht aus Plankton, größeren Wirbellosen, Amphibien und kleinen Fischen.
In der Paarungszeit, meistens zwischen Mai und Juli, in Südindien zwischen Juni und September, paart sich ein Weibchen mit bis zu fünf Männchen und legt jedem Partner jeweils zwei bis sechs schwarz-gefleckte braune Eier in dessen schwimmendes Nest. Die Männchen bebrüten die Eier und versorgen die Nestlinge. Meistens findet eine Brut im Jahr statt, bisweilen jedoch auch zwei. 